# Polypropylencarbonat
Polypropylencarbonat (PPC) ist ein thermoplastisches Copolymer aus der Gruppe der Polycarbonate, hergestellt aus den Bausteinen Kohlendioxid und Propylenoxid. Katalysatoren wie Zinkglutarate werden für die Polymerisation genutzt.

## Eigenschaften
Polypropylencarbonat ist löslich in polaren Lösungsmitteln wie niederen Ketonen, Ethylacetat und Dichlormethan und unlöslich in Alkoholen, Wasser und aliphatischen Kohlenwasserstoffen.
PPC ist durchlässig für Sauerstoff. Die Glasübergangstemperatur (Tg) liegt zwischen 25 und 45 °C. PPC ist normalerweise ataktisch und kristallisiert deswegen nicht.
Der Brechungsindex beträgt 1,46 und die Dielektrizitätskonstante ist 3.

## Darstellung
Wie Polyethylencarbonat entsteht es aus der Umsetzung eines Epoxids (hier Propylenoxid) mit Kohlendioxid in Gegenwart eines metallorganischen Katalysators, typischerweise Organozinkverbindungen. Als Nebenprodukt entsteht dabei das Propylencarbonat, das ein wertvolles Lösemittel ist.

## Anwendungen
Polypropylencarbonat wird verwendet, um die Widerstandsfähigkeit von Epoxidharzen zu erhöhen. Außerdem wird das Material als Binder in der Keramikindustrie eingesetzt, wobei es während des Sinterprozesses zersetzt wird und entweicht. Kompositmaterialien aus Propylencarbonat und Stärke werden als bioabbaubare Kunststoffe verwendet.

## Nachweise
1. 1 2 3 4  Datenblatt Poly(propylene carbonate), average M bei Sigma-Aldrich, abgerufen am 24. Dezember 2013 (PDF).
2. 1 2  K. Upidi, J. K. Gillham, Poly(ethylene carbonate) and Poly(propylene carbonate): Transitions and thermomechanical spectra, J. Appl. Polym. Sci. 1974, 18, 1575–1580. doi:10.1002/app.1974.070180525
3. 1 2 3  G. A. Luinstra, E. Borchardt: Material Properties of Poly(Propylene Carbonates); Adv. Polym. Sci. 2012, 245, 29–48, doi:10.1007/12_2011_126.
4. ↑  S. Inoue, H. Koinuma, T. Tsuruta, Copolymerzation of carbon dioxide and epoxide with organometallic compounds, Makromolekulare Chemie 1969, 130, 210–220. doi:10.1002/macp.1969.021300112